# Leuctra uncinata
Leuctra uncinata är en bäcksländeart som beskrevs av Martynov 1928. Leuctra uncinata ingår i släktet Leuctra och familjen smalbäcksländor. Inga underarter finns listade i Catalogue of Life.